# Odile Barré
Pour les articles homonymes, voir Barré.
Odile Barré, née le 11 avril 1962 à Biskra, est une skipper française.

## Carrière
Elle remporte les Championnats d'Europe de 470 avec Florence Le Brun en 1990 à Carrare. Le duo termine 6e des Jeux olympiques d'été de 1992.